# Juha Hakola
Juha Hakola (* 27. Oktober 1987 in Espoo) ist ein finnischer Fußballspieler, der bei Grankulla IFK in der Kakkonen unter Vertrag steht.

## Karriere

### Verein
Juha Hakola wurde in der zweitgrößten Stadt Finnlands Espoo geboren. In der Jugend spielte er beim Hauptstadtklub HJK Helsinki, welcher ebenso wie seine Heimatstadt in der Region Helsinki beheimatet ist. Im Jahr 2006 konnte Hakola erste Einsatzminuten in der finnischen Kakkonen für die Reservemannschaft verbuchen, die als Klubi-04 am Spielbetrieb der dritten Liga teilnahm. Im Jahr 2007 wechselte er im Alter von 19 Jahren nach Estland zum FC Flora Tallinn. Dort spielte zuvor mit Jonatan Johansson in den 90er Jahren der erste Finne bei Flora und in der estnischen Meistriliiga. Hakola debütierte für das Team am 1. Spieltag der Saison 2007 im Auswärtsspiel beim JK Tallinna Kalev. Bis zum Saisonende absolvierte er 31 Spiele und erzielte 14 Tore. In der Spielzeit 2008, der letzten, die er bei den Kakteen unter Vertrag stand, traf er in 34 Spielen elfmal. Mit Flora konnte er zugleich 2008 den Estnischen Pokal gewinnen. Von 2009 bis 2011 stand er in den Niederlanden jeweils für eine Spielzeit bei Heracles Almelo und Willem II Tilburg unter Vertrag. Im Jahr 2011 folgte der Wechsel zum ungarischen Traditionsverein Ferencváros Budapest für den er bis 2013 spielte. Danach kehrte er nach Finnland zurück, um für den Kuopion PS zu spielen. Vaasan PS, FC Honka Espoo und seit 2020 Drittligist Grankulla IFK waren seine nächsten Stationen.

### Nationalmannschaft
Im Jahr 2009 spielte Juha Hakola einmal in der Finnischen Nationalmannschaft im Länderspiel gegen Portugal.   

## Erfolge
Flora Tallinn
- Estnischer Pokalsieger: 2008